# Хіблін Ігор Миколайович
Хі́блін І́гор Микола́йович (2 вересня 1955, Миколаївськ-на-Амурі, Росія) — радянський футболіст, захисник. Відомий футбольний арбітр.

## Кар'єра гравця
Перший тренер — Олександр Громницький. У 1976 році в команді «Хвиля» (Хмельницький) з'явився вихованець місцевого футболу Ігор Хіблін. В наступному році він провів у складі хмельничан 13 матчів. Тоді грав за аматорський «Урожай» (Єдинці). У 1979 році перейшов у вінницьку «Ниву». Пізніше грав за команду «Колос» (Павлоград), а потім повернувся у рідне місто і виступав за місцеве «Поділля». Закінчив кар'єру футболіста в аматорській команді хмельницького заводу «Катіон».

## Суддівська кар'єра
З 1992 року почав обслуговувати футбольні матчі вищої ліги новоствореного чемпіонату України. У 2000 році за опитуванням журналістів, яке традиційно проводить газета «Команда», став найкращим футбольним суддею України і отримав «Золотий свисток».
Після завершення суддівської кар'єри став інспектором Прем'єр-ліги України. З 2010-го року — член Комітету арбітрів ФФУ. 7 травня 2014 року Ігоря Миколайовича було вдруге переобрано на посаді голови Хмельницької обласної федерації футболу.